# United Nations Awards
Pour les articles homonymes, voir Awards.
Les United Nations Awards (ou UN Awards) sont des récompenses britanniques spéciales décernées entre 1949 à 1977 par la British Academy of Film and Television Arts (BAFTA) lors de la cérémonie annuelle des British Academy Film Awards.
Elles récompensaient les meilleurs films portant un ou plusieurs des principes de la Charte des Nations unies.

## Palmarès

### Années 1940
- 1949 : Aucune récompense
  - Atomic Physics
  - Hungry Minds
  - The Winslow Boy

### Années 1950
- 1950 : The Search
  - Au Carrefour de la vie
  - Daybreak in Udi
  - Sardinia Project
  - The People Between
- 1951 : L'Intrus (Intruder in the Dust)
  - La montagne est verte
  - Haines (The Lawless)
- 1952 : Quatre dans une jeep (Die Vier im Jeep)
  - A Family Affair
  - The Good Life
  - Power for All
  - Fureur sur la ville (The Sound of Fury)
- 1953 : Pleure, ô pays bien-aimé (Cry, the Beloved Country)
  - Los Olvidados
  - Voisins (Neighbours)
- 1954 : World Without End
  - Johnny on the Run
  - Teeth of the Wind
- 1955 : Les hommes ne comprendront jamais (The Divided Heart)
  - A Time Out of War
- 1956 : Les Enfants d'Hiroshima (Gembaku no ko)
  - Un homme est passé (Bad Day at Black Rock)
  - Escapade
  - Simba
- 1957 : Si tous les gars du monde
  - Pacific Destiny
  - L'Infernale Poursuite (The Great Locomotive Chase)
  - To Your Health
  - Under the Same Sky
- 1958 : La Route joyeuse (The Happy Road)
  - Like Paradise
  - Out
- 1959 : La Chaîne (The Defiant Ones)
  - People Like Maria
  - Le Soldat inconnu (Tuntematon sotilas)

### Années 1960
- 1960 : Le Dernier Rivage (On the Beach)
  - Au risque de se perdre (The Nun's Story)
- 1961 : Hiroshima mon amour
  - Nuit et brouillard
  - Return to Life
  - Shadows
  - Unseen Enemies
- 1962 : Let My People Go
  - Take a Giant Step
  - Le Meilleur ennemi (The Best of Enemies)
- 1963 : Reach for Glory
  - Food or Famine
  - Tu ne tueras point
- 1964 : Karami-ai
  - La guerre est aussi une chasse (War Hunt)
- 1965 : Docteur Folamour (Dr. Strangelove or: How I Learned to Stop Worrying and Love the Bomb)
  - 23 Skidoo
  - La Charge de la huitième brigade (A Distant Trumpet)
  - Le Lys des champs (Lilies of the Field)
- 1966 : Tokyo Olympiades (Tôkyô orimpikku)
  - Zorba le Grec (Αλέξης Ζορμπάς)
  - Point limite (Fail-Safe)
  - Un caïd (King Rat)
- 1967 : La Bombe (The War Game)
  - "Panorama", Vietnam - People and War
  - Le Prêteur sur gages (The Pawnbroker)
  - Les Russes arrivent (The Russians Are Coming, the Russians Are Coming)
- 1968 : Dans la chaleur de la nuit (In the Heat of the Night)
  - L'Évangile selon saint Matthieu (Il vangelo secondo Matteo)
- 1969 : Devine qui vient dîner... (Guess Who's Coming to Dinner)
  - 2001, l'Odyssée de l'espace (2001: A Space Odyssey)
  - In Need of Special Care: Camphill Rudolph Steiner School, Aberdeen
  - Le Lion en hiver (The Lion in Winter)

### Années 1970
- 1970 : Ah Dieu ! que la guerre est jolie (Oh! What a Lovely War)
  - Macadam Cowboy (Midnight Cowboy)
  - Z
  - Ådalen '31
- 1971 : M*A*S*H
  - Catch 22 (Catch-22)
  - Kes
  - L'Aveu
- 1972 : La Bataille d'Alger (La battaglia di Algeri)
  - Joe Hill
  - Little Big Man
  - Le Propriétaire (The Landlord)
- 1973 : Le Jardin des Finzi-Contini (Il giardino dei Finzi-Contini)
  - A Day in the Death of Joe Egg
  - Family Life
  - Une journée d'Ivan Denissovitch (One Day in the Life of Ivan Denisovich)
- 1974 : État de siège
  - Jesus Christ Superstar
  - Sauvages (Savages)
  - Sounder
- 1975 : Lacombe Lucien
  - L'Autobiographie de Mademoiselle Jane Pittman (The Autobiography of Miss Jane Pittman)
- 1976 : Conrack
- 1977 :  Aucune récompense